# Eione
Eione (in greco antico: Ἠϊών?, Eión) è una cittadina che si trova nella parte nord-orientale della Grecia continentale. Sorge alla foce del fiume Strimone, che si getta nel Mar Egeo scendendo dall'interno della Tracia. Tucidide afferma che durante la guerra del Peloponneso per gli Ateniesi la città fu strategicamente piuttosto importante.

## Mito
Eione era la città in cui nacque il semidio e re trace Reso. Il suo genitore divino era la madre, una delle nove Muse, mentre il padre sarebbe stato Strimone, secondo la maggior parte delle fonti. Nell'Iliade il padre di Reso sembrerebbe chiamarsi Eioneo: ma forse si tratta di un riferimento a Strimone, che proveniva anch'egli da Eione.

## Storia
Eione venne occupata dai Persiani nel 476 a.C. in conseguenza delle Guerre greco-persiane. Fu in seguito conquistata nel 475 a.C. dalla Lega delio-attica comandata dal generale ateniese Cimone, il figlio di Milziade, e i suoi abitanti furono ridotti in schiavitù. La caduta di Eione rappresentò l'inizio di una campagna militare intrapresa dalla Lega delio-attica, di nuova stipulazione, il cui obiettivo era liberare il Mar Egeo dalla presenza della flotta Persiana e dai pirati e permettere così un accesso più agevole all'Ellesponto per le navi ateniesi.
Nel 437 a.C. nelle sue vicinanze fu fondata la colonia ateniese di Anfipoli, pochi chilometri più a monte sul fiume Strimone. I coloni, guidati da Agnone, si servirono inizialmente di Eione come base operativa per i lavori di costruzione della nuova città.
Nel 424 a.C., durante la guerra del Peloponneso, il comandante ateniese Aristide catturò ad Eione un messaggero persiano di nome Artaferne. Il messaggio, diretto a Sparta, era una lettera da parte del re di Persia che rispondeva ad alcune richieste che gli Spartani gli avevano rivolto.
In seguito, nel corso della guerra, durante l'inverno del 424 a.C./423 a.C., il generale spartano Brasida conquistò Anfipoli insieme ai suoi alleati Traci. Tuttavia, quando cercò di fare lo stesso con Eione, non riuscì ad avere la meglio sui suoi difensori ateniesi, che erano guidati da Tucidide. Nonostante fosse riuscito a tenere Eione, Tucidide fu comunque condannato all'ostracismo dagli Ateniesi perché non aveva difeso Anfipoli, considerata strategicamente più importante.